# Odontoperas archonta
Odontoperas archonta är en fjärilsart som beskrevs av Sergius G. Kiriakoff 1959. Odontoperas archonta ingår i släktet Odontoperas och familjen tandspinnare. Inga underarter finns listade i Catalogue of Life.